# المركز الوطني للتطوير التقني
المركز الوطني للتطوير التقني هو مركز بحثي يتبع لمدينة الملك عبد العزيز للعلوم والتقنية في المملكة العربية السعودية في الرياض، يهدف المركز إلى المساهمة في توطين التقنية وإنشاء المشاريع التقنية في المملكة العربية السعودية.

## أقسام المركز
يحتوي المركز على ثلاثة أقسام هي:
- برنامج حاضنات وواحات التقنية : يهدف البرنامج للعمل مع القطاعات الوطنية المختلفة من جامعات ومراكز بحث وشركات ومستثمرين لتطوير التقنية، كما يختص البرنامج للمساهمة في إنشاء واحات وحاضنات التقنية، والمساعدة في إنشاء مشروعات التطوير التقني في الصناعة، ومساعدة الباحثين والمستثمرين في تطوير فرص مشاريع تقنية تجارية، والمساعدة في نقل التقنية من مصادر خارجية وتأهيلها للمستثمرين والباحثين، والمساعدة في توفير المعلومات عن التقنية والأعمال، والمساعدة في تسهيل الشراكات بين أصحاب الأموال ورواد الأعمال والصناعيين من جهة والباحثين والمؤسسات الأكاديمية والبحثية من جهة أخرى.
- برنامج إدارة المعرفة : يهدف البرنامج لإدارة المعرفة داخل معاهد البحوث في مدينة الملك عبد العزيز للعلوم والتقنية، يختص البرنامج في تكوين علاقات تعاون مع القطاع الصناعي والأكاديمي ومراكز البحث الوطنية وتأسيس برامج بحث مشتركة، واقتراح برامج بحث في معاهد البحوث بناء على الحاجة الوطنية، واستقطاب رعاية خارجية للأبحاث التي تنفذها معاهد البحوث في المدينة، وترخيص التقنية الناتجة من معاهد البحوث وتسويقها، وإدارة الحماية والملكية الفكرية في معاهد البحوث، وإدارة نشر الأبحاث في معاهد البحوث، والتنسيق في إدارة مشاريع الأبحاث في معاهد البحوث، وقياس مساهمة الباحثين والمعاهد في المعرفة.
- برنامج الدراسات الاستشرافية : يهدف البرنامج لاستشراف مستقبل التقنيات المختلفة وآثارها على المملكة العربية السعودية، يختص البرنامج في الدراسات الاستشرافية للتقنيات المختلفة، ودراسات الجدوى الاقتصادية لنتائج الأبحاث التي تنفذها المدينة، وأساليب التمويل للمشاريع التقنية.